# Vince White
Pour les articles homonymes, voir White.
Vince White, né le 31 mars 1960  à Marylebone, est un guitariste britannique connu pour sa participation au groupe punk The Clash de 1984 jusqu'à sa séparation 1986.

## Biographie
Alors qu'il a 23 ans, Vincent White est choisi en compagnie de Nick Sheppard pour remplacer Mick Jones au sein des Clash. Ce dernier vient alors d'être expulsé du groupe par le chanteur Joe Strummer et le manager Bernard Rhodes, avec le consentement du bassiste Paul Simonon. En 1984, le guitariste participe donc à la dernière tournée du groupe et, en 1985, joue sur l'album Cut the Crap, le pire du groupe selon les critiques musicales. 
En 1986, après la mauvaise réception de son dernier disque, Strummer décide de dissoudre le groupe.
Depuis la séparation du groupe, Vince White n'a eu aucune apparition publique marquante à l'exception de la publication de son livre Out of Control : The Last Days of The Clash, sorti le 31 mars 2007, qui décrit les dernières années des Clash et la tournée Out of Control Tour. 

## Discographie

### Avec les Clash
- Cut The Crap avec The Clash - CBS - 1985
- This Is England (7") - CBS - 1985